# Un lloc segur
Un lloc segur  (títol original en anglès: A Safe Place) és una pel·lícula estatunidenca dirigida per Henry Jaglom el 1971. Ha estat doblada al català.

## Argument
Una dona solitària i confusa, que viu a Nova York -que de vegades es fa anomenar Susan i de vegades Noah-, rememora els records de la seva vida, a les persones que ha conegut, i als homes dels que es va enamorar. A Central Park va mantenir una trobada amb un carismàtic mag, que li va regalar objectes màgics.

## Repartiment
- Tuesday Weld: Susan / Noah
- Orson Welles: el Magic
- Jack Nicholson: Mitch
- Phil Proctor: Fred
- Gwen Welles: Bari
- Dov Lawrence: Larry